# Liste ghanaischer Musiker
Diese Liste ghanaischer Musiker führt in alphabetischer Reihenfolge bekannte Musiker ghanaischer Staatsbürgerschaft bzw. ghanaischen Ursprungs aus:

## A
- Nana Abrokwa (* 5. Oktober 1968 in Accra), deutsch-ghanaischer Rapper und DJ
- Nana Acheampong
- Sony Achiba
- Nyanyo Addo
- Mustapha Tettey Addy (* 1942 in Accra), Trommler
- Agnes Opoku Agyemang
- Amandzeba
- AMBASSADOZ
- Gyedu-Blay Ambolley
- Ofori Amponsah
- Kojo Ashakan
- Ashanti Brothers
- Kofi Ayivor (* 15. Dezember 1939 in Sokoto (Nigeria)), Schlagzeuger

## B
- Black Sherif
- Batman
- Bernard Woma, Xylophon-Spieler
- Atta Boafo
- Borax (Kojo Folson)
- Jazio Blaq
- Reebop Kwaku Baah (* 13. Februar 1944 in Konongo, Ghana[1]; † 12. Januar 1983[2] in Stockholm), Fusion-Perkussionist

## C
- Castro The Destroyer

## D
- Daddy Lumba (1964–2025)
- Dolsi-naa Abubakari Lunna
- Frederick Kwasi Dunyo
- Rocky Dawuni

## E
- Ebi Mensah
- Esther Smith

## F
- K K Fosu

## G
- Cornelius Kweku Ganyo (* 26. August 1937 in Adafienu; † 20. Februar 2003; auch: Nana C.K. bzw. Uncle C.K. Ganyo), Perkussionist und Tänzer
- Gibril
- Kwaku Gyasi
- Sheriff Ghale

## K
- Remi Kabaka, Perkussionist und Schlagzeuger
- Cab Kaye (* 3. September 1921 in London als Augustus Kwamlah Quaye; † 13. März 2000 in Amsterdam), britisch-ghanaischer Jazz- und Unterhaltungsmusiker
- Kokovelli
- Alex Konadu (* 1950 in Adwumakase Kese, Kwabre District; † 2011), Gitarrist und Sänger
- Okomfoo Kwaadee

## L
- Josh Laryea
- Alfred Ladzekpo, Perkussionist
- Kobla Ladzekpo, Perkussionist
- Beatrice Lawluvi (Beatrice Dzidzorgbe Lawluvi-Ladzekpo), Musikerin und Tänzerin

## M
- Joseph Mensah
- Mzbel
- Sowah Mensah

## N
- Pax Nicholas (* 7. August 1954 in Accra), auch bekannt als Nicholas Addo-Nettey,  Sänger und Percussionist
- Nkasei
- Nii Ashitey Nsotse (* 19. April 1955 bei Accra), Masterdrummer; Leader der Gruppe NokokoYe

## O
- Obour
- Obrafour
- Kwaku Kwaakye Obeng
- Osibisa, 1969 in London entstandene Musikgruppe, ursprünglich drei ghanaische, drei karibische und ein nigerianischer Gründer

## P
- Pak of 3

## Q
- Nana Quame
- Kofi Quarshie
- Okyeame Quophi

## S
- Kwesi Selassie
- Kae Sun

## R
- Rascalimu
- Reggie Rockstone (bürgerlich Reggie Ossei), Rapper
- Shatta Rako

## S
- Soulatidoe
- Victoria Sarfo

## V
- VIP

## T
- Nana Tuffour
- Nii Tettey Tetteh
- Tagoe Sisters
- The BRADEZ
- T-Nice
- Tic Tac
- Tinny

## W
- Wanlov
- Warren Gamaliel Akwei alias Guy Warren (* 4. Mai 1923 in Accra; † 22. Dezember 2008[3]), einer der frühesten Vertreter des Afro-Jazz
- Willie & Mike

## Y
- Paapa Yankson

## Z
- Atongo Zimba